# Joel Goldsmith
Joel Goldsmith (* 19. November 1957 in Los Angeles, Kalifornien; † 29. April 2012 in Hidden Hills, Kalifornien) war ein US-amerikanischer Komponist, der Musik für Computerspiele, Fernsehserien und Kinofilme schrieb.
Er war Sohn von Jerry Goldsmith (1929 – 2004), der ebenfalls Komponist war. Joel Goldsmith war drei Mal für den Emmy nominiert.
Goldsmith lebte in Hidden Hills, Kalifornien, wo er sein eigenes Studio besaß und 2012 im Alter von 54 Jahren an den Folgen einer langwierigen Krebserkrankung starb.

## Werke (Auswahl)
- 1978: Laserkill – Todesstrahlen aus dem All (Laserblast)
- 1983: Der Mann mit den zwei Gehirnen (The Man with Two Brains)
- 1984: Runaway (zusammen mit seinem Vater)
- 1989: Moon 44
- 1992: Shootfighter (Shootfighter: Fight to the Dead)
- 1993: Barett – Das Gesetz der Rache (Joshua Tree)
- 1993: Kleine Millionärin in Not (Little Miss Millions)
- 1993: Der Tod kommt auf vier Pfoten (Man's Best Friend)
- 1996: Star Trek: Der erste Kontakt (Star Trek: First Contact, zusammen mit seinem Vater)
- 1996: Vampirella
- 1997: Kull, der Eroberer (Kull the Conqueror)
- 1997–2007: Stargate – Kommando SG-1 (Fernsehserie)
- 1999: Diamonds
- 2000: Witchblade – Die Waffe der Götter (Witchblade, Fernsehfilm)
- 2001–2002: Witchblade – Die Waffe der Götter (Witchblade, Fernsehserie)
- 2003: Helena von Troja (Helen of Troy)
- 2004–2009: Stargate Atlantis (Fernsehserie)
- 2006: Call of Duty 3 (Videospiel)
- 2008: Stargate: The Ark of Truth
- 2008: Stargate: Continuum
- 2008: Sanctuary – Wächter der Kreaturen (Sanctuary, Fernsehserie)
- 2009–2011: Stargate Universe (Fernsehserie)

## Belege
1. ↑  Music News, abgerufen am 1. Mai 2012

| Personendaten    | Personendaten               |
| ---------------- | --------------------------- |
| NAME             | Goldsmith, Joel             |
| KURZBESCHREIBUNG | US-amerikanischer Komponist |
| GEBURTSDATUM     | 19. November 1957           |
| GEBURTSORT       | Los Angeles, Kalifornien    |
| STERBEDATUM      | 29. April 2012              |
| STERBEORT        | Hidden Hills, Kalifornien   |